# إبراهيم المزيعل
إبراهيم بن يوسف المزيعل، ممثل سعودي.

## أعماله

### المسلسلات
شارك في عدد من الأعمال، منها: 
- طاش ما طاش 14 (2006).
- غشمشم ج5 (2010).
- غشمشم ج6 (2011).[2]

## الأفلام
- فيلم  شرابيك (2009).

## الوفاة
توفي في 15 أغسطس 2023م، ودفن في مقبرة جنوب الرياض.

## روابط خارجية
- إبراهيم المزيعل على موقع قاعدة بيانات الأفلام العربية